# Strange Holiday (film din 1945)
Strange Holiday (titlu original: Strange Holiday) este un film SF american din 1945 regizat de Arch Oboler. În rolurile principale joacă actorii Griff Barnett, Claude Rains, Barbara Bates, Tommy Cook, Paul Hilton.

## Distribuție
- Claude Rains ca John Stevenson
- Bob Stebbins ca John Stevenson Jr.
- Barbara Bates ca Peggy Lee Stevenson
- Paul Hilton ca Woodrow Stevenson Jr
- Gloria Holden ca Mrs. Jean Stevenson
- Milton Kibbee ca Sam Morgan
- Walter White Jr. ca Farmer
- Wally Maher ca Truck Driver
- Tommy Cook ca Tommy, the Newsboy
- Griff Barnett ca Regan
- Edwin Max ca First Detective
- Paul Dubov ca Second Detective
- Helen Mack ca Secretary
- Martin Kosleck ca Examiner
- Charles McAvoy ca Leonard, the Guard